# Côn trùng học
Côn trùng học (từ tiếng Hy Lạp cổ đại: ἔντομον (entomon)  'côn trùng', và -λογία (-logia)  'nghiên cứu') là nghiên cứu khoa học về côn trùng, một nhánh của động vật học. Trước đây, thuật ngữ "côn trùng" ít cụ thể hơn, và về mặt lịch sử, định nghĩa côn trùng học cũng sẽ bao gồm việc nghiên cứu các động vật thuộc các nhóm chân đốt khác, chẳng hạn như loài nhện, động vật chân đốt và giáp xác. Ý nghĩa rộng hơn này vẫn có thể gặp trong việc sử dụng không chính thức.
Giống như một số lĩnh vực khác được phân loại trong động vật học, côn trùng học là một danh mục dựa trên đơn vị phân loại; Theo định nghĩa, bất kỳ hình thức nghiên cứu khoa học nào tập trung vào các câu hỏi liên quan đến côn trùng đều là côn trùng học. Côn trùng học do đó trùng lặp với nhiều chủ đề đa dạng như di truyền học phân tử, hành vi, khoa học thần kinh, cơ sinh học, hóa sinh, hệ thống học, sinh lý học, sinh học phát triển, sinh thái học, hình thái học và cổ sinh vật học.
Hơn 1,3 triệu loài côn trùng đã được mô tả, hơn 2/3 tổng số loài đã biết. Một số loài côn trùng có niên đại khoảng 400 triệu năm trước. Chúng có nhiều kiểu tương tác với con người và các dạng sống khác trên Trái đất.

## Lịch sử
Côn trùng học đã có một quá trình hình thành cách nay khá lâu. Ngay từ năm 300 trước công nguyên, các sách cổ Syria đã có dẫn chứng về các cuộc bay khổng lồ và sự phá hoại ghê gớm của châu chấu sa mạc (Schistocera gregaria).
Aritoteles (384-322 TCN) ông đã đề cập tới 60 loài côn trùng và ông đã gọi chúng là loại động vật có chân đốt.
Carl von Line (1707-1778) năm 1735 đã xuất bản cuốn sách nổi tiếng Systema naturae trong cuốn sách này ông đã lần đầu tiên phân loại động vật, trong đó có côn trùng một cách hiện đại.
Sprengel (1750-1816) năm 1793, ông đã mô tả mối quan hệ giữa cấu tạo của hoa và quả trình thụ phấn nhờ côn trùng, lần đầu tiên vai trò thụ phấn cho hoa được giải thích.
Lamarck (1744-1829) cũng đã có nhiều đóng góp trong phân loại côn trùng.

## Nội dung
Côn trùng học nghiên cứu về các vấn đề khác nhau liên quan tới côn trùng:
- Phân loại côn trùng
- Giải phẫu côn trùng
- Hình thái côn trùng
- Sinh lý côn trùng
- Hóa thạch côn trùng
- Sử dụng côn trùng
- Tác hại của côn trùng